# Tephrina gazella
Tephrina gazella là một loài bướm đêm trong họ Geometridae.